# Ihr werdet weinen und heulen
Ihr werdet weinen und heulen (BWV 103) is een religieuze cantate gecomponeerd door Johann Sebastian Bach. 

## Programma
De cantate is gecomponeerd voor de zondag Jubilate, de derde zondag na Pasen, en werd voor het eerst opgevoerd op 22 april 1725. Deze cantate behoort tot de tweede cantatejaargang. Voor de zondag Jubilate schreef Bach ook cantate 12 Weinen, Klagen, Sorgen, Zagen en cantate 146 Wir müssen durch viel Trübsal. 
Op zondag Jubilate worden in de kerken traditioneel de volgende Bijbellezingen gehouden:
- I Petrus 2, vers 11-20 (Onderschikt u aan alle menselijke ordening, omwille van de Heer)
- Johannes 16, vers 16-23 (Vast en zeker is het, zeg ik u, dat ge wenen zult en weeklagen en de wereld zich zal verheugen! Gij zult worden bedroefd maar uw droefheid zal tot vreugde worden.)

## Tekst
De tekst van de cantate is geschreven door Christiane Mariane von Ziegler. Drie jaar na het verschijnen van deze cantate, en andere cantates die Bach in 1725 op teksten van Christiane Mariane von Ziegler componeerde, verschenen de teksten in druk. Opvallend zijn enkele verschillen tussen beide versies, maar onduidelijk is of Bach op bepaalde plekken aanpassingen in de tekst gedaan, bijvoorbeeld door enkele zinnen weg te laten, of dat Von Ziegler zelf de teksten nog heeft aangepast. 
1. Koor met arioso (bas): Ihr werdet weinen und heulen
2. Recitatief (tenor): Wer sollte nicht in Klagen
3. Aria (alt): Kein Artz ist außer dir zu finden
4. Recitatief (alt): Du wirst mich nach der Angst
5. Aria (tenor): Erholet euch, betrübte Sinnen
6. Koraal (koor):

## Muzikale bezetting
De cantate is geschreven voor vierstemmig koor en de solo-zangstemmen bas, alt en tenor. Opvallend in de muzikale begeleiding is de sopranino, een zeer hoge fluit (ook wel piccolo genoemd). Vermoedelijk had Bach bij de eerste uitvoering van deze cantate de tijdelijke beschikking over een begaafde sopranino-speler, want voor een latere uitvoering herschreef Bach de sopranino-partij voor een octaaf lager klinkende traverso-partij. Verder bestaat de muzikale begeleiding uit trompet, traverso, hobo d'amore, viool, altviool en basso continuo.

## Toelichting
- Centraal in de cantate staat het contrast tussen verdriet en blijdschap, passend bij de woorden van Jezus die op deze zondag gelezen worden: U zult wenen en weeklagen en de wereld zich zal verheugen! Gij zult worden bedroefd maar uw droefheid zal tot vreugde worden. In de muziek komt dit contrast steeds terug.
- Het openingskoort begint met een vrolijke instrumentale inleiding waarin de sopranino muzikaal 'duelleert' met het orkest van hobo's en strijkers. Vervolgens zet het koor in een fuga in: hier komt het verdriet (weinen und heulen) naar voren. Muzikaal is dit te herkennen door een chromatisch dalende lijn met gebruik van een overmatige secunde en vervolgens stijgend met een septiemsprong. De sopranino speelt een contrapunt (tegenthema) met daarin een lamento, een chromatisch dalend kwart dat in de tijd van Bach veel gebruikt werd om lijden muzikaal weer te geven. Een bekend voorbeeld hiervan is het Crucifixus in de Hohe Messe. Na deze droefenis volgt een tweede koorfuga, waarin over de vreugde van de wereld wordt gezongen. Eén voor één zetten de koorstemmen in, waarbij de sopranino in eerste instantie een tegenthema speelt maar later als vijfde stem inzet. Verdriet en vreugde worden hierna gecombineerd door beide fuga's na elkaar in te zetten: de stemmen zingen nu in één zin over weinen und heulen en freuen. De vrolijkheid wordt muzikaal benadrukt door het kort-kort-lang ritme (figura corta) waarin de stemmen zingen. De uitbundige muziek komt plotseling tot stilstand als de bas-solo (de Vox Christi oftewel de stem van Jezus) in een kort arioso herhaalt dat het aanstaande afscheid voor zijn volgelingen persoonlijk een periode van verdriet zal betekenen. De bas wordt in een treurige setting begeleid door het hele orkest, waarbij de weer solo spelende sopranino een lamento laat horen; andermaal het verdriet uitend. Tot slot van het openingskoor wordt de tweede koorfuga herhaald.
- Het recitatief (no. 2) wordt slechts secco-begeleid door het continuo. Dit wil zeggen dat de tekst vrijwel geheel a capella gezongen wordt en slechts enkele woorden muzikaal worden uitgelicht. Hierdoor komt het accent maximaal op de tekst te liggen. Alleen het woord Schmertz (Pijn) wordt uitgebreider begeleid en door de tenor langer uitgesproken.
- De alt-aria gaat verder op de pijn van het voorgaande recitatief. Geen arts in de wereld kan deze pijn wegnemen. Deze tekst is een bewerking van een tekst uit het Bijbelboek Jeremia (Jeremia 8 vers 22:  Er is toch balsem in Gilead, daar zijn toch heelmeesters? Waarom geneest mijn volk dan niet?). De alt wordt begeleid door de solo-spelende sopranino.
- In secco-recitatief no. 4 heeft Bach de tekst van Von Ziegler aangepast door enkele zinnen weg te laten. Hierdoor blijven twee zinnen over en gaat het recitatief enkel over het omslaan van verdriet naar vreugde, het thema dat ook al in het openingskoor te horen was.
- De vreugde zet zich door in de volgende aria, die in de feestelijke toonsoort D-groot is gezet. Trompetten en strijkers begeleiden de tenor, die feestelijk uithaalt op het woord Freude (Vreugde).
- Het slotkoraal is het negende couplet van het koraal Barmherz'ger Vater, höchster Gott uit 1653 van Paul Gerhardt.